# 陳文錦
陳文錦（？—？），貴州省貴陽府貴築縣人，清朝政治人物、同進士出身。
光緒六年（1880年）庚辰科進士，三甲八十一名，同年五月，著交吏部掣签，分发各省以知县即用。后官雲南保山知縣。